# 1995년 토론토 국제 영화제
제20회 토론토 국제 영화제는 1995년 9월 7일에 열린 시상식이다.

## 수상 및 후보

### 관객상
- 안토니아스 라인 - 마들렌 고리스 수상

### FIPRESCI-상
- Desolation Angels - Tim McCann 수상
- 에그스 - 벤트 해머 수상